# Mika Salo
Mika Juhani Salo (Helsinki, 30 novembre 1966) è un ex pilota automobilistico finlandese.
Dopo aver corso per molti anni nelle serie minori, Salo è approdato in Formula 1 nel 1994 ed è rimasto nella categoria fino al 2002, gareggiando per diverse scuderie quali Lotus, Tyrrell, Arrows, BAR, Ferrari (in cui ha sostituito per alcune gare l'infortunato Michael Schumacher), Sauber e Toyota. 
I suoi migliori risultati sono legati al periodo in Ferrari, in cui colse due podi e giunse secondo al Gran Premio di Germania 1999, cedendo la vittoria al compagno di squadra Eddie Irvine in lotta per il titolo.
Abbandonata nel 2003 la categoria ha corso nelle Champ Car e nelle competizioni a ruote coperte, dove ha ottenuto vittorie di classe alla 24 Ore di Le Mans nelle edizioni 2008 e 2009 e nella ALMS nel 2007.

## Carriera

### Le formule minori
Salo cominciò a correre nei kart all'età di sei anni, grazie anche alla passione per questo sport del padre Seppo; fu in questi anni che Salo conobbe il futuro campione di Formula 1 ed amico Mika Häkkinen. Nel 1988, grazie alla sponsorizzazione della Retting, industria finlandese, prese parte al campionato di Formula Ford, dove vinse cinque gare e vinse il campionato davanti a Michael Schumacher. I due anni successivi, invece, il pilota li passò nella F3 inglese e nel 1990 giunse secondo in campionato, dietro al connazionale Häkkinen, con cui diede vita a una forte rivalità.
Alla fine del campionato, poi, gli fu revocata la patente per guida in stato di ebbrezza e la superlicenza che la FIA stava per concedergli. Inoltre tutti i suoi sponsor si rifiutarono di continuare a finanziarne la carriera e il finlandese si trasferì in Giappone, dove prese parte al campionato di Formula Nippon, senza ottenere grandi risultati.

### Formula 1

#### I primi anni in Formula 1
1994
Nel 1994, Salo ebbe la possibilità di sostituire Irvine, che era stato squalificato per tre Gran Premi, alla Jordan, ma il pilota rifiutò in quanto la scuderia irlandese gli aveva chiesto troppo denaro per correre. Il debutto effettivo avvenne a fine stagione, quando la Lotus lo ingaggiò per sostituire Herbert, passato alla Benetton. Con un contratto valido inizialmente per una sola gara, Salo concluse decimo in Giappone e venne confermato pure per il successivo Gran Premio d'Australia, che non riuscì a concludere. Queste prove gli valsero la conferma con il team inglese per l'anno successivo e attirarono l'attenzione della Nokia, che divenne il suo sponsor personale.
1995

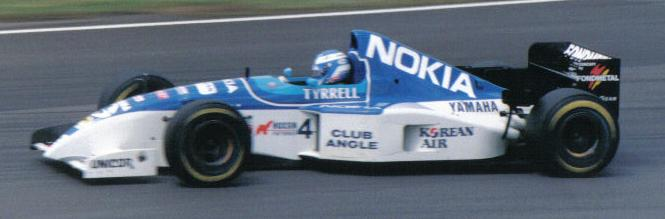
Salo al Gran Premio di Gran Bretagna 1995 con la Tyrrell.

Durante l'inverno la Lotus annunciò che non avrebbe preso parte alla stagione 1995 per mancanza di fondi. All'inizio del 1995 fu annunciata una collaborazione con la Pacific, che si iscrisse al mondiale affiancando al proprio nome quello della Lotus ed ereditò da essa attrezzature e progetti. Salo, che nel frattempo si era trovato senza un volante e stava trattando il suo ingaggio con la Tyrrell, si trovò al centro di una controversia per cui Pacific rivendicava di aver ereditato anche il suo contratto come pilota. La questione venne dipanata dal FIA Contract Recognition Board, che lasciò libero Salo di accordarsi con altre squadre non ritenendolo vincolato a Pacific. Salo proseguì quindi le trattative con Tyrrell, raggiungendo un accordo a metà marzo del 1995 valido per due stagioni.
Vista anche l'importante iniezione di liquidità garantita da Nokia, superiore a tre milioni di dollari, le aspettative per il campionato erano buone. La Tyrrell 023 si rivelò però un'auto inferiore alle attese. La vettura disponeva infatti di un telaio poco competitivo e montava un innovativo sistema di controllo idraulico delle sospensioni anteriori, noto come "Hydrolink" che però presentava diversi problemi e venne abbandonato a stagione in corso.
Alla prima gara, Salo sfiorò la zona punti concludendo settimo, ma per un tratto di gara aveva occupato la terza posizione, perdendola poi a causa di un testacoda dovuto alle forti vibrazioni della sua vettura causate dalla conformazione del circuito. Nel secondo appuntamento mondiale, invece, il finlandese si segnalò per una rissa quasi sfiorata con il giapponese Aguri Suzuki, reo di averne causato il ritiro. Il prosieguo della stagione vide comunque il pilota concludere spesso tra i primi dieci, pur senza mai ottenere punti, almeno fino al Gran Premio d'Italia, in cui ottenne una quinta piazza. Conquistò altri tre punti nelle ultime due gare della stagione, concludendo il campionato al quindicesimo posto.
1996

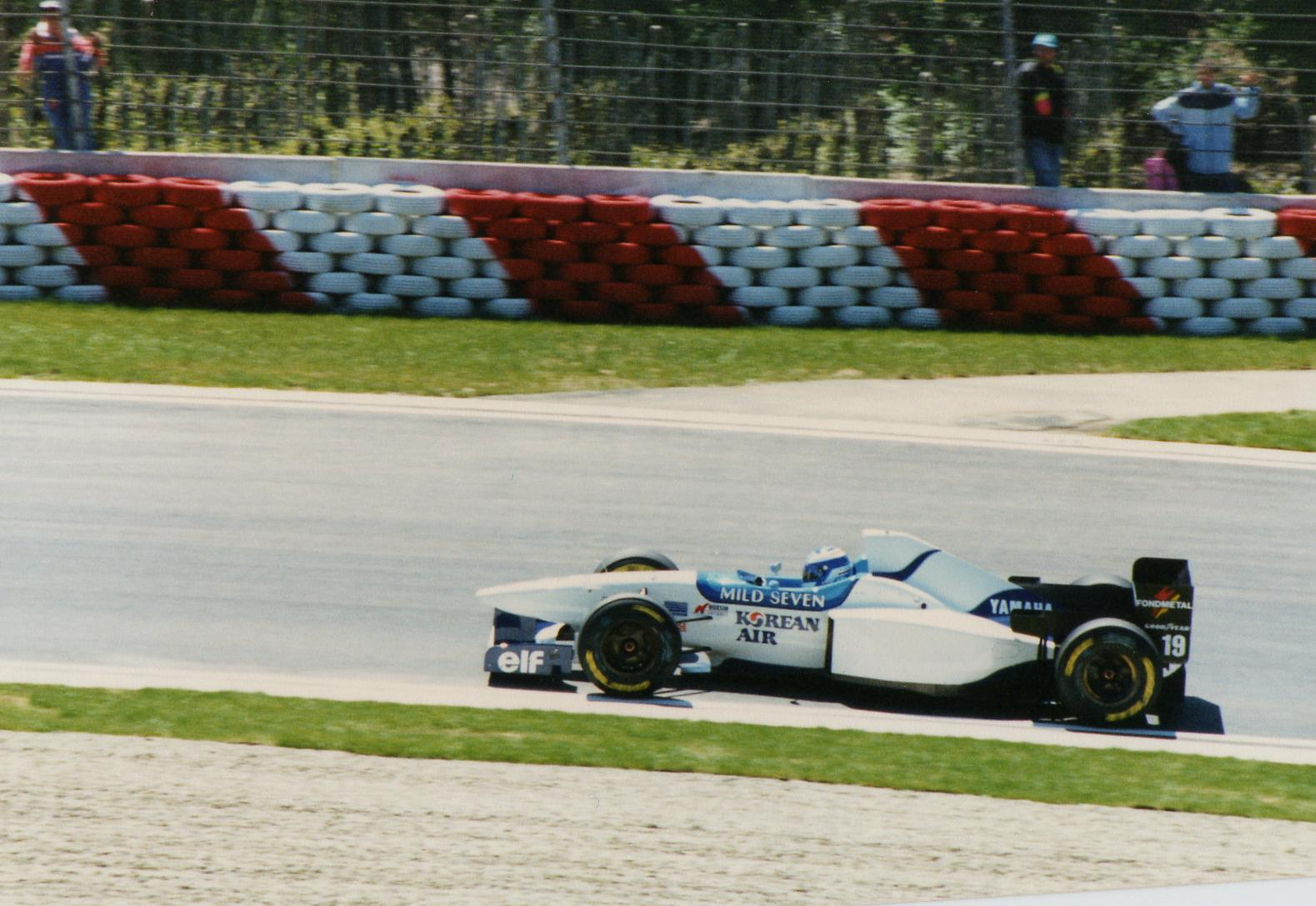
Salo durante le prove libere del Gran Premio di San Marino 1996

Salo rimase in Tyrrell anche nel 1996, nonostante a fine 1995 il suo sponsor Nokia avesse annunciato il mancato rinnovo del contratto di sponsorizzazione.
Nonostante alcune buone prestazioni durante i test invernali, in campionato l'auto si rivelò poco competitiva.
Salo conquistò tre punti nei primi due Gran Premi e un altro piazzamento a Monaco, ma soffrì per tutta la stagione la scarsa affidabilità dei motori Yamaha. Ad agosto venne reso ufficiale il rinnovo del suo contratto per un'ulteriore stagione, ma la situazione all'interno della squadra si stava facendo sempre più precaria.
Terminò la stagione al tredicesimo posto.
1997
Confermato in Tyrrell ancora una volta, nel 1997, ottenne un unico piazzamento quando arrivò 5º nel GP di Monaco dominato dalla Ferrari di Michael Schumacher, sotto la pioggia, a causa della prematura interruzione della corsa: tale risultato fu dovuto all'effettuazione dell'intero GP, fino alla sospensione, senza effettuare pit stop, il che gli permise di risalire la classifica. Durante l'estate si parlò anche nella carta stampata italiana di un suo probabile passaggio alla Ferrari in sostituzione di Irvine dopo il 1998, che alla fine non si realizzò. Il finlandese concluse quindi la sua stagione con due punti, che risultarono anche gli ultimi conquistati dalla Tyrrell.
1998
Nel 1998 Salo formò, con Pedro Diniz, la coppia della Arrows. La squadra decise di realizzare la vettura interamente da sola con motore e telaio propri, ma i risultati furono deludenti. Gli unici punti conquistati dal finlandese arrivarono, come l'anno precedente, dal Gran Premio di Monaco dove, favorito anche dalla conformazione del circuito che non richiedeva un motore potente, concluse quarto (davanti anche al campione del mondo Jacques Villeneuve).

#### Il passaggio alla Ferrari e gli ultimi anni
1999

Salo (a destra) in Ferrari nel fine settimana del Gran Premio d'Italia 1999, insieme al connazionale Häkkinen della McLaren Mercedes.

All'inizio della stagione 1999 il finlandese si ritrovò senza un ingaggio: tuttavia, la stagione si sarebbe rivelata la migliore della sua carriera.
Chiamato al Gran Premio di San Marino e nelle successive due corse, sotto suggerimento di Villeneuve alla BAR per sostituire l'infortunato Ricardo Zonta, sfiorò per due volte la zona punti concludendo settimo a Imola e ottavo in Spagna. Rientrato il brasiliano, Salo si ritrovò nuovamente senza un volante, ma a causa dell'infortunio occorso a Michael Schumacher durante il Gran Premio di Gran Bretagna venne ingaggiato dalla Ferrari per sostituire il tedesco, nonostante la scuderia del cavallino ai tempi potesse contare sul proprio collaudatore Luca Badoer: secondo Jean Todt, infatti, sostituire il campione tedesco con un pilota italiano avrebbe messo troppa pressione sul Cavallino Rampante, unito al fatto che privare la Minardi di un pilota titolare avrebbe lasciato in difficoltà la scuderia di Faenza, mentre Salo sarebbe stato ingaggiabile senza intoppi fin da subito.
In sei gare, dopo aver debuttato con un 9º posto in Austria, Salo diede mostra di ottime capacità, ma con un rendimento altalenante. Alla seconda gara, in Germania, si qualificò 4º (davanti al compagno Eddie Irvine, 5º) e al via si portò in seconda posizione respingendo abilmente i ripetuti attacchi della McLaren di Coulthard per poi guadagnare addirittura il comando del Gran Premio, approfittando delle vicissitudini dell'altra McLaren del connazionale Mika Häkkinen, fino a quel momento leader della corsa; Salo avrebbe quindi potuto vincere con facilità ma dovette cedere il primo posto a Irvine, in lotta per il Mondiale. In Ungheria arrancò nel gruppo, in Belgio fu sfortunato e sfiorò i punti (7º). Proprio in occasione del fine settimana belga, venne reso noto il suo passaggio alla Sauber per l'anno successivo. Salo firmò un contratto biennale per circa 4 milioni di dollari a stagione. Colse i suoi ultimi punti della stagione a Monza, in cui fece meglio di Irvine e fu ancora a podio, terzo. Alla sua ultima gara, al Nürburgring, dovette ritirarsi per guai meccanici.
Lasciò la Ferrari con 10 punti (quasi un terzo di tutti quelli ottenuti in carriera), gli unici due podi in Formula 1, la soddisfazione di avere contribuito al Campionato Costruttori (tornato a Maranello dopo 16 anni) e un contratto che lo legò alla Ferrari in maniera indiretta per gli anni a seguire.
2000

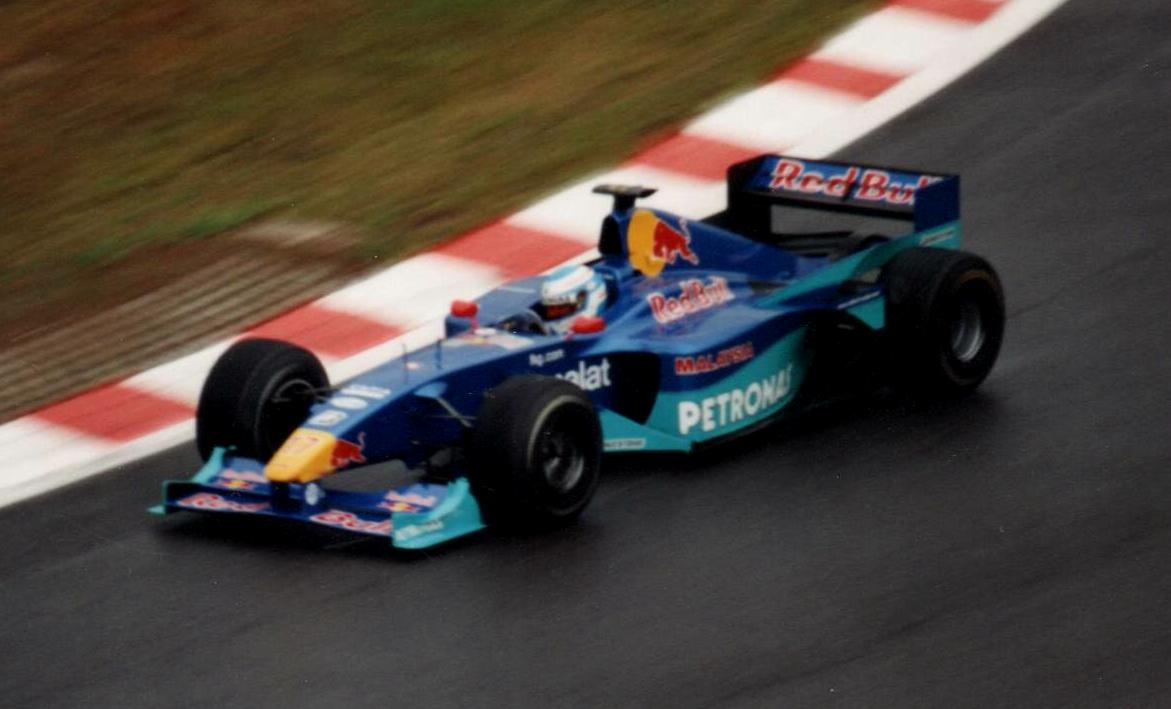
Salo alla guida della Sauber nel Gran Premio del Belgio 2000.

I primi effetti del contratto si ebbero nel 2000, con la partecipazione a un altro Mondiale di Formula 1 con la Sauber motorizzata Ferrari, dove tornò a fare coppia con Pedro Diniz. Al primo Gran Premio Salo concluse sesto, ma fu squalificato per irregolarità della vettura. Ottenne comunque i primi punti poche settimane dopo, a Imola, con una sesta piazza. Nel corso della stagione conquistò altri tre piazzamenti a punti, ovvero due quinti posti a Monaco e in Germania, e un altro sesto posto in Austria.
Durante la pausa estiva venne reso noto il suo passaggio in Toyota al termine della stagione, con il compito di sviluppare la vettura in vista del debutto della casa giapponese in Formula 1 nel 2002. Il finlandese poté liberarsi dal contratto grazie a una clausola legata ai risultati sportivi del team.
Salo concluse quindi la stagione all'undicesimo posto con sei punti ottenuti che furono anche gli unici raccolti dalla Sauber durante l'anno.
2002
Per i due anni successivi si accordò con Toyota per il debutto assoluto del terzo costruttore di automobili nel Mondiale. Il 2001 fu trascorso interamente in collaudi, lontano dai Gran Premi e colmo di problemi tecnici (causa anche una monoposto completamente sbagliata e una seconda non irresistibile). Il 2002 lo rivide al via ma, salvo i due punti (fu sesto al debutto in Australia e alla terza gara, in Brasile) a inizio mondiale, il resto fu un calvario che raramente lo vede competitivo. A Monaco è protagonista di un incidente alla curva Massenet, per via del guasto dell'impianto frenante. In Italia andò bene e avrebbe concluso quarto senza problemi ma al rientro dal pit stop oltrepassò la linea bianca di demarcazione all'uscita box e fu penalizzato con un drive through, terminando la gara ben fuori dalla zona punti.
Concluse quindi la stagione al 17º posto, terminando anche la sua esperienza con la Toyota. Il team giapponese aveva infatti deciso già prima del termine della stagione di rescindere il contratto di Salo, in scadenza nel 2003, per sostituirlo con Olivier Panis a partire dal campionato successivo. Il pilota finlandese non la prese bene, anche perché era stato assunto come pilota di punta della Toyota e messo al centro del programma di sviluppo della vettura. Ormai privo di motivazioni e stimoli, Salo decise di non andare alla ricerca di un nuovo team e di ritirarsi dalla Formula 1.

#### Risultati in carriera
| 1994 | Scuderia | Vettura |  |  |  |  |  |  |  |  |  |  |  |  |  |  |    |     |  | Punti | Pos. |
| ---- | -------- | ------- |  |  |  |  |  |  |  |  |  |  |  |  |  |  | -- | --- |  | ----- | ---- |
| 1994 | Lotus    | 109     |  |  |  |  |  |  |  |  |  |  |  |  |  |  | 10 | Rit |  | 0     |      |

| 1995 | Scuderia | Vettura |   |     |     |    |     |   |    |   |     |     |   |   |    |    |    |   |   | Punti | Pos. |
| ---- | -------- | ------- | - | --- | --- | -- | --- | - | -- | - | --- | --- | - | - | -- | -- | -- | - | - | ----- | ---- |
| 1995 | Tyrrell  | 023     | 7 | Rit | Rit | 10 | Rit | 7 | 15 | 8 | Rit | Rit | 8 | 5 | 13 | 10 | 12 | 6 | 5 | 5     | 15º  |

| 1996 | Scuderia | Vettura |   |   |     |    |     |   |    |     |    |   |   |     |   |     |    |     |  | Punti | Pos. |
| ---- | -------- | ------- | - | - | --- | -- | --- | - | -- | --- | -- | - | - | --- | - | --- | -- | --- |  | ----- | ---- |
| 1996 | Tyrrell  | 024     | 6 | 5 | Rit | SQ | Rit | 5 | SQ | Rit | 10 | 7 | 9 | Rit | 7 | Rit | 11 | Rit |  | 5     | 13º  |

| 1997 | Scuderia | Vettura |     |    |   |   |   |     |     |     |     |     |    |    |     |     |    |     |    | Punti | Pos. |
| ---- | -------- | ------- | --- | -- | - | - | - | --- | --- | --- | --- | --- | -- | -- | --- | --- | -- | --- | -- | ----- | ---- |
| 1997 | Tyrrell  | 025     | Rit | 13 | 8 | 9 | 5 | Rit | Rit | Rit | Rit | Rit | 13 | 11 | Rit | Rit | 10 | Rit | 12 | 2     | 17º  |

| 1998 | Scuderia | Vettura |     |     |     |   |     |   |     |    |     |     |    |     |    |     |    |     |  | Punti | Pos. |
| ---- | -------- | ------- | --- | --- | --- | - | --- | - | --- | -- | --- | --- | -- | --- | -- | --- | -- | --- |  | ----- | ---- |
| 1998 | Arrows   | A19     | Rit | Rit | Rit | 9 | Rit | 4 | Rit | 13 | Rit | Rit | 14 | Rit | NP | Rit | 14 | Rit |  | 3     | 13º  |

| 1999 | Scuderia    | Vettura |  |  |   |     |   |  |  |  |   |   |    |   |   |     |  |  |  | Punti | Pos. |
| ---- | ----------- | ------- |  |  | - | --- | - |  |  |  | - | - | -- | - | - | --- |  |  |  | ----- | ---- |
| 1999 | BAR Ferrari | 01 F399 |  |  | 7 | Rit | 8 |  |  |  | 9 | 2 | 12 | 7 | 3 | Rit |  |  |  | 10    | 10º  |

| 2000 | Scuderia | Vettura |    |    |   |   |   |     |   |     |    |   |   |    |   |   |     |    |   | Punti | Pos. |
| ---- | -------- | ------- | -- | -- | - | - | - | --- | - | --- | -- | - | - | -- | - | - | --- | -- | - | ----- | ---- |
| 2000 | Sauber   | C19     | SQ | NP | 6 | 8 | 7 | Rit | 5 | Rit | 10 | 6 | 5 | 10 | 9 | 7 | Rit | 10 | 8 | 6     | 11º  |

| 2002 | Scuderia | Vettura |   |    |   |     |   |   |     |     |     |     |     |   |    |   |    |    |   | Punti | Pos. |
| ---- | -------- | ------- | - | -- | - | --- | - | - | --- | --- | --- | --- | --- | - | -- | - | -- | -- | - | ----- | ---- |
| 2002 | Toyota   | TF102   | 6 | 12 | 6 | Rit | 9 | 8 | Rit | Rit | Rit | Rit | Rit | 9 | 15 | 7 | 11 | 14 | 8 | 2     | 17º  |

| Legenda | 1º posto     | 2º posto | 3º posto    | A punti         | Senza punti/Non class.  | Grassetto – Pole position Corsivo – Giro più veloce |
| Legenda | Squalificato | Ritirato | Non partito | Non qualificato | Solo prove/Terzo pilota | Grassetto – Pole position Corsivo – Giro più veloce |

### La carriera extra-F1

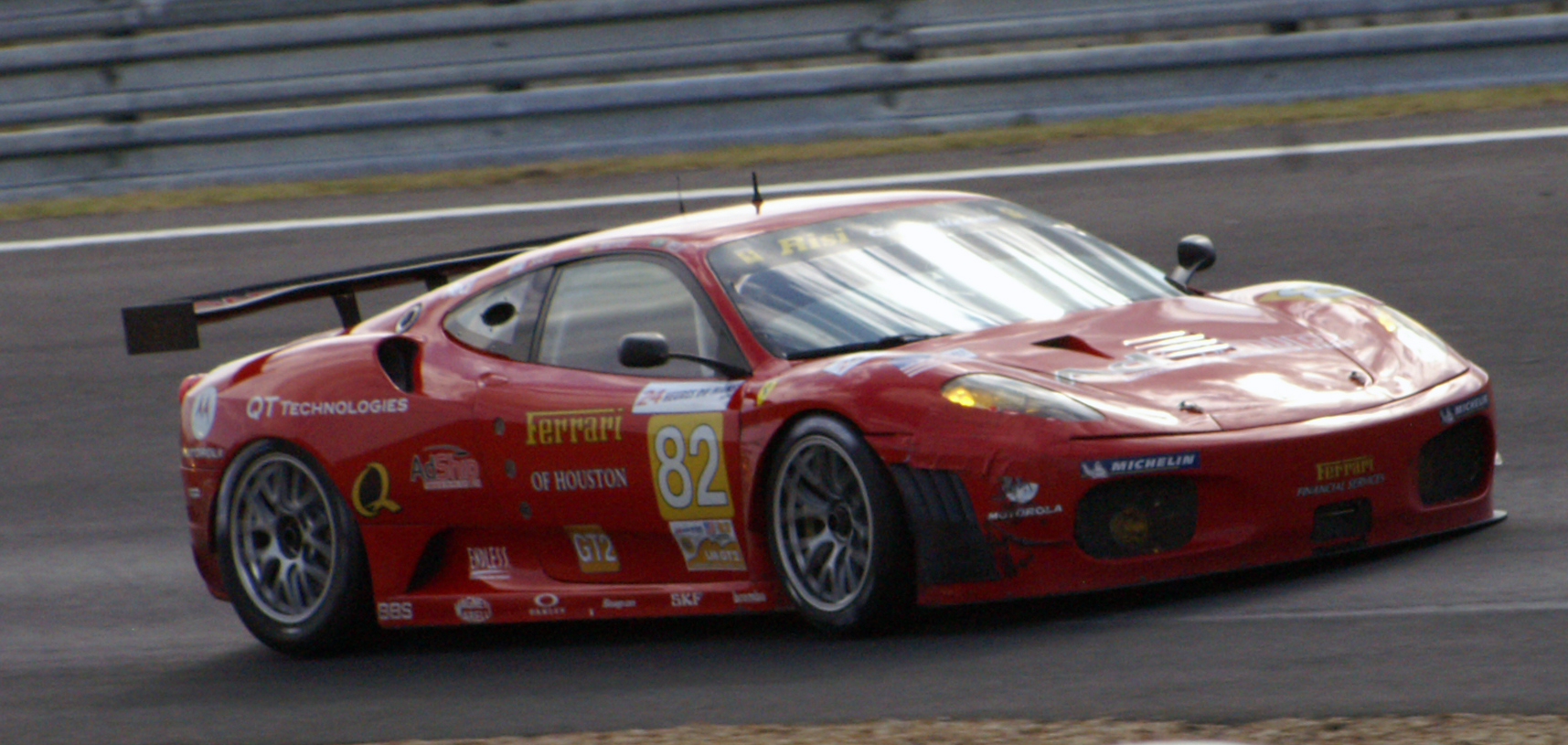
La Ferrari guidata da Salo durante la 24 Ore di Le Mans 2009, in cui il pilota riuscì a imporsi insieme ai compagni di squadra Jaime Melo e Pierre Kaffer nella classe GT2

Nel 2003 corse alla 12 Ore di Sebring con l'Audi R8 Sport, il prototipo più vincente del decennio. Con essa avrebbe dovuto correre anche la 24 Ore di Le Mans, ma il suo equipaggio terminò la gara alla prima ora per problemi col carburante. Gareggiò, nel frattempo, in America, nella CART col team PK Racing: terminò terzo a Miami, seconda su quattro corse disputate.
Ricordando il legame con la Ferrari, Salo fu coinvolto (con altri piloti di spicco appena ritiratisi, come Johnny Herbert) nello sviluppo della Maserati MC12, Gran Turismo estrema che segnò il rientro della casa modenese nelle corse. Prima di disputare le ultime quattro gare della stagione nel FIA GT con la Maserati debuttante, vincendone due, debuttò lui stesso nel campionato alla 24 Ore di Spa con la Ferrari 575.
Il 2005 fu quasi sabbatico, con solo due partecipazioni a gare dell'American Le Mans Series (ALMS) con la Maserati MC12, le cui prestazioni furono però limitate e i risultati scarni.
Nel 2006, al contrario, Salo era stato molto impegnato sui due fronti: quello americano dell'ALMS con il team Risi Competizione, con la nuova Ferrari F430 per la classe GT2, e quello europeo del FIA GT con l'AF Corse e la medesima vettura, per la stessa classe.
Il 21 giugno 2012, in occasione del Gran Premio d'Europa a Valencia, viene nominato commissario di gara al posto di Emanuele Pirro.

## Vita privata
Nel Luglio del 1999 Mika Salo ha sposato la modella nipponica Noriko Endo, conosciuta all'inizio del decennio quando corse alcune gare in Giappone. La coppia ha due figli: Max, nato nell'agosto 2001, e Mai, nata nel 2004. La famiglia Salo risiede in Estonia.